# Limbile vorbite în Republica Democratică Congo

Distribuţia geografică a celor patru limbi în Republica Democrată Congo.

Republica Democrată Congo este o țară multilingvă, unde se estimează că se vorbesc 242 de limbi, dintre care pagina de internet www.ethnologue.com ține evidența a 215 limbi. .
Limba oficială a țării, moștenită din perioada colonială este limba franceză.
Patru limbi indigene au statut de limbi naționale: 
- kikongo sau kongo,
- lingala,
- swahili și
- tshiluba sau luba-kasai.

## Limba franceză

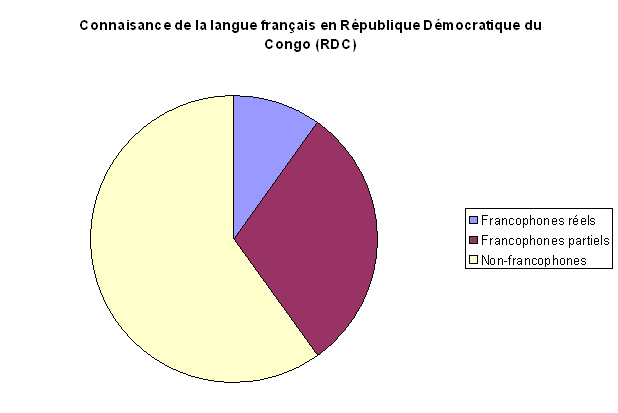
Cunoaşterea limbii franceze în Congo în anul 2005 conform statisticilor OIF.

Limba franceză este limba oficială a țării de la perioada colonială belgiană până în prezent. Din acest motiv varianta de franceză folosită în Congo are multe similarități cu franceza belgiană.
Franceză a fost menținută ca limbă oficială a țării de la momentul independenței, deoarece este vorbită de grupurile educate din țară, ea nu aparține de niciunul dintre grupurile etnice indigene și faciliteză comunicarea între ele, precum și cu restul  lumii francofone, care include numeroase țări africane.

## Alte limbi
Cele mai notabile alte limbi din  Republica Democrată Congo sunt mongo, lunda, tetela, chokwe, budza, lendu, mangbetu, nande, ngbaka, și eborna.